# 塞拉利昂国徽
塞拉利昂國徽由英國紋章院設計，1960年由英女王伊丽莎白二世授予。
中心圖案為盾徽，置於一對交叉的矛之上。盾上部為三支火把，象徵自由。中間有一隻邁步的獅子加上頭上的鋸齒，象徵獅子山 （即國名的來源）。下方水紋象徵海洋。兩側有油棕和獅子，都立在綠色土地上。綬帶書有國家格言「團結、自由、正義」。